# Michael Neureiter (Politiker, 1877)
Michael Neureiter (* 29. Jänner 1877 in Kuchl; † 22. Jänner 1941 in Salzburg) war ein österreichischer Politiker (CSP) und Dechant. Er war Landtagspräsident und Landtagsabgeordneter zum Salzburger Landtag sowie Landesrat und Landeshauptmann-Stellvertreter der Salzburger Landesregierung.

## Ausbildung und Beruf
Neureiter maturierte im Jahr 1897 am Erzbischöflichen Privatgymnasium Borromäum in Salzburg und absolvierte im Anschluss zwischen 1897 und 1901 ein Studium der Theologie an der Universität Salzburg. Er empfing während seines Studiums im Jahr 1900 die Priesterweihe und übernahm in den Jahren 1901 und 1902 die Funktion des Kooperators in den Pfarren Taxenbach bzw. Schwoich. Danach fungierte er zwischen 1902 und 1914 als Kooperator in St. Johann im Pongau. 1914 wurde er schließlich Pfarrer der Gemeinde St. Johann im Pongau sowie Dechant, 1927 wurde er Domkapitular. Zuletzt hatte er von 1929 bis 1932 das Amt des Generaldechants für Salzburg inne.

## Politik
Neureiter war zwischen 1909 und 1918 Landtagsabgeordneter für die IV., allgemeine Wählerklasse der Pongauer Landgemeinden gewähltes Mitglied des Salzburger Landtags und vertrat in der Folge die Christlichsoziale Partei zwischen dem 23. April 1919 und dem 18. Jänner 1934 im Salzburger Landtag. Er hatte vom 30. November 1920 bis zum 16. Dezember 1921 das Amt eines Landesrates der Salzburger Landesregierung inne und übernahm vom 18. Mai 1921 bis zum 3. Mai 1922 das Amt des Landtagspräsidenten. Daneben war er vom 10. Jänner 1922 bis zum 4. Mai 1922 erneut Landesrat und danach vom 4. Mai 1922 bis zum 19. Jänner 1934 Landeshauptmann-Stellvertreter. Zudem fungierte er von 1922 bis 1934 als Klubobmann der Christlichsozialen im Landtag und hatte von 1920 bis 1938 die Funktion eines Mitglieds des Landesschulrates für Salzburg inne. 

## Auszeichnungen
- Großes Ehrenzeichen mit dem Stern für Verdienste um die Republik Österreich (1930)
- Konsistorialrat